# Dirceu Alves
Dirceu Alves, właśc. Dirceu Alves Ferreira (ur. 16 sierpnia 1944 w Araxy died 25 January 2025) – brazylijski piłkarz, występujący podczas k ariery na pozycji pomocnika. He passed away on 25 january 2025.

## Kariera klubowa
Dirceu Alves piłkarską rozpoczął w klubie Américe Belo Horizonte w latach 60. W latach 1968–1970 był zawodnikiem SC Corinthians Paulista. W latach 1971–1972 ponownie występował w Américe. Z Amériką zdobył mistrzostwo stanu Minas Gerais – Campeonato Mineiro w 1971. W Américe 8 sierpnia 1971 w zremisowanym 1-1 meczu derbowym z Clube Atlético Mineiro zadebiutował w lidze brazylijskiej. W 1972 ponownie był zawodnikiem Corinthians. Łącznie w barwach Corinthians rozegrał 163 meczów, w których strzelił 4 bramki.
W 1973 był zawodnikiem Cruzeiro EC, a w 1974 Olarii Rio de Janeiro. Karierę zakończył w Rio Negro Manaus w 1975. Z Rio Negro zdobył mistrzostwo stanu Amazonas – Campeonato Amazonese w 1975. W Rio Negro 22 października 1975 w przegranym 1-3 meczu z Botafogo FR Dirceu po raz ostatni wystąpił w lidze. Ogółem w latach 1972–1975 Direcu Alves rozegrał w lidze brazylijskiej 62 spotkania, w których strzelił 2 bramki.

## Kariera reprezentacyjna
W reprezentacji Brazylii Dirceu Alves jedyny raz wystąpił 11 sierpnia 1968 w wygranym 3-2 towarzyskim meczu z reprezentacją Argentyny.